# Henties Bay

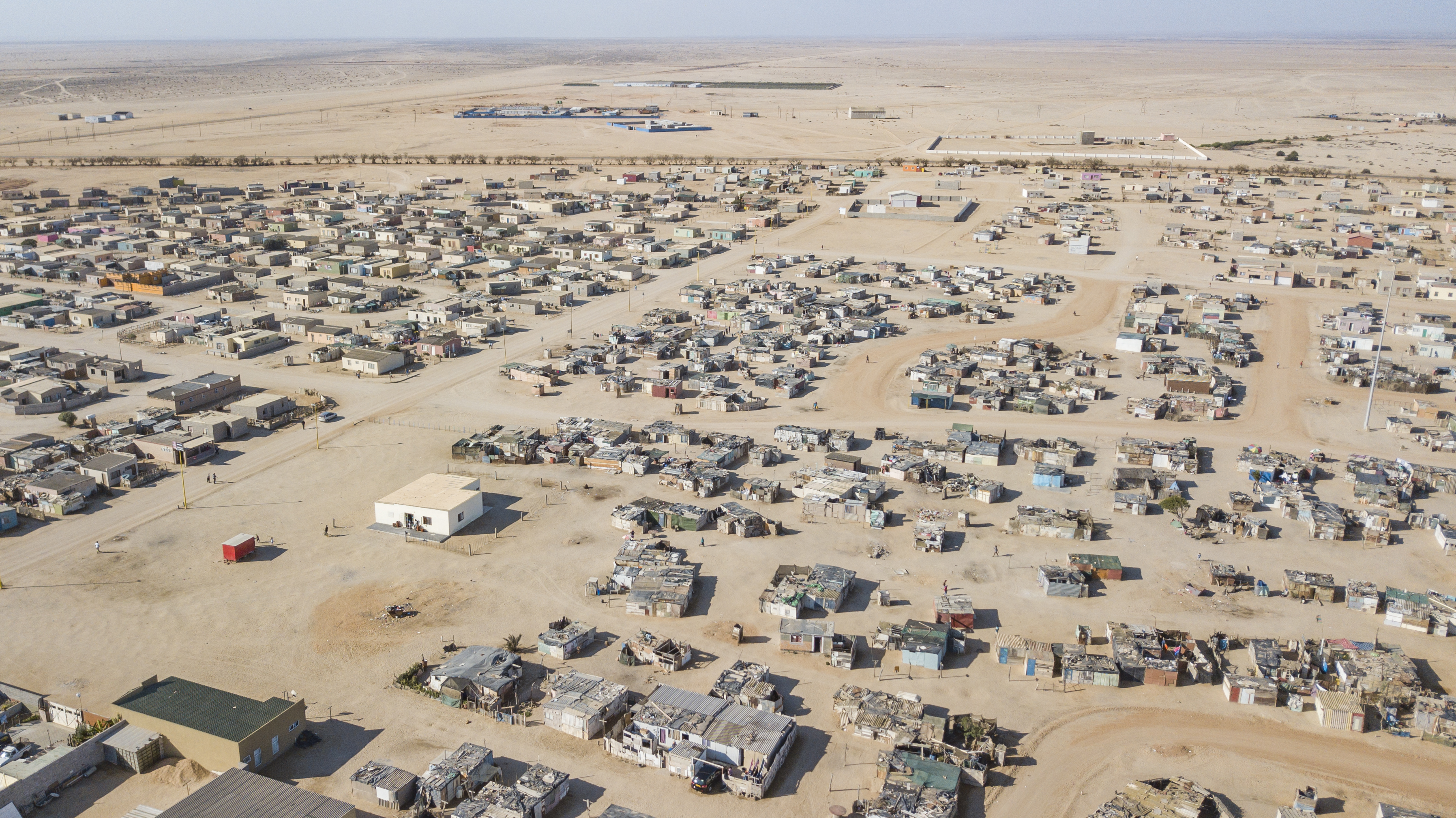
Ortsteil Kamwandi

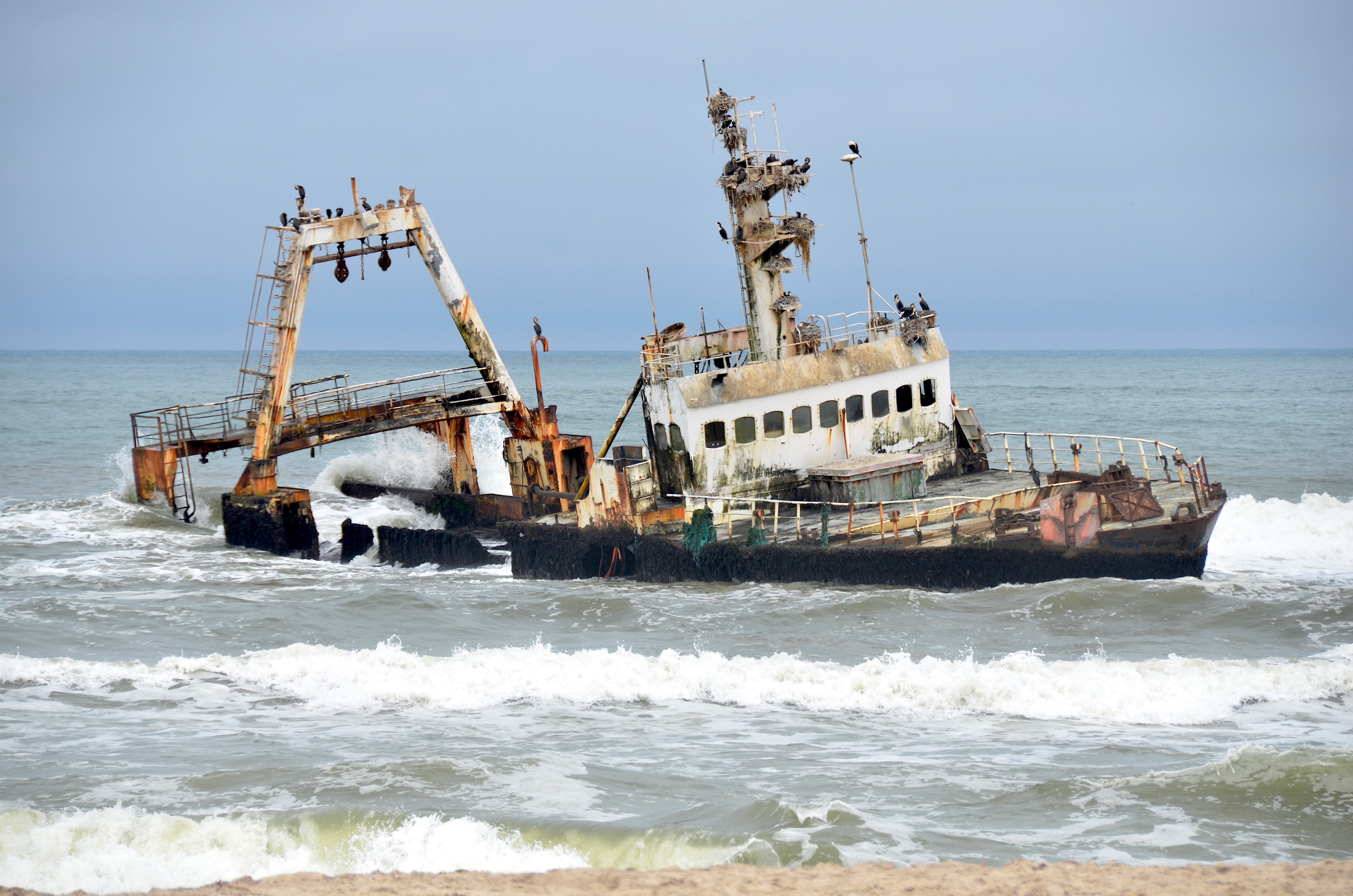
Schiffswrack Zeila 14 km südlich von Henties Bay (2014)

Henties Bay (auch teilweise noch deutsch Hentiesbucht und afrikaans Hentiesbaai) ist eine am Atlantischen Ozean gelegene Gemeinde im Wahlkreis Arandis in der Region Erongo in Namibia. Sie liegt an der Hauptstraße C34 etwa 70 Kilometer nördlich von Swakopmund.
Ursprünglich ein reiner Ferienort innerhalb des Dorob-Nationalparks, entwickelte sich die Stadt zu einem beliebten Wohnort. In Henties Bay leben etwa 7500 Einwohner auf einer Fläche von 124,5437 km². Um die Weihnachts- und Neujahrszeit kann sich die Einwohnerzahl verdreifachen.

## Geschichte
Der Ort ist 1951 aus einer Ansammlung von Bretterbuden am südlichen Ende der Mündung des Omaruru entstanden (weshalb der Ort auch als Omarurumund bezeichnet wird); ursprünglich hatte bereits 1929 Hentie van der Merwe eine Frischwasserquelle hier entdeckt. Mit zunehmendem Bevölkerungswachstum ging auch die Errichtung von Gebäuden einher, darunter u. a. ein Leuchtturm. Die Wasserversorgung findet über den Omaruru-Delta-Damm statt.
Seit 1997 hat Henties Bay den Status einer Gemeinde Teil 2.

## Entwicklung
Ende 2008 wurden Investitionen in die Infrastruktur von N$ 14,5 Millionen angekündigt und zahlreiche Neubaugebiete ausgewiesen. Es soll unter anderem ein neuer voll begrünter Wüstengolfplatz und ein Golf-Estate entstehen.

## Kommunalpolitik
Bei den Kommunalwahlen 2020 wurde folgendes amtliche Endergebnis ermittelt.
| Partei    | Stimmen | Stimmenanteil | Sitze |
| --------- | ------- | ------------- | ----- |
| RP        | 543     | 24,12 %       | 2 ▲   |
| SWAPO     | 539     | 23,94 %       | 2 ▼   |
| IPC       | 297     | 13,19 %       | 1 NEU |
| UDF       | 269     | 11,95 %       | 1 ▼   |
| PDM       | 208     | 09,24 %       | 1 ▼   |
| LPM       | 202     | 08,97 %       | 0     |
| RDP       | 106     | 04,71 %       | 0     |
| Sonstige  | 087     | 03,86 %       | 0     |
| Insgesamt | 2268    | 100 %         | 7     |